# Oliver Bearman
Oliver James Bearman (sinh ngày 8 tháng 5 năm 2005) là một tay đua ô tô chuyên nghiệp người Anh hiện đang thi đấu tại Giải đua xe Công thức 2 2024 cho đội đua Prema Racing và đồng thời là một thành viên của Ferrari Driver Academy. Bên cạnh đó, anh hiện là tay đua dự bị của hai đội đua Scuderia Ferrari và Haas tại Công thức 1. Vào ngày 9 tháng 3 năm 2024, anh ra mắt Công thức 1 ở Ả Rập Xê Út sau khi thay thế Carlos Sainz Jr. trước khi ký hợp đồng với Haas cho mùa giải 2025. 

## Sự nghiệp đua xe

### Đua xe kart
Bearman bắt đầu đua xe kart vào năm 2013 khi anh đua giành chức vô địch của giải đua xe kart Câu lạc bộ Thung lũng Trent. Sau đó, anh chuyển sang thi đấu tại Giải vô địch đua xe kart quốc gia Super 1, nơi anh đã giành được thành tích tốt nhất khi đứng chung cuộc ở vị trí á quân lần lượt vào các năm 2016 và 2017 khi đua ở hạng mục Cadet. Sau đó, anh đã vô địch giải đua xe Kartmasters British Grand Prix vào năm 2017 và đã kết thúc sự nghiệp đua xe kart của mình một cách thành công vào năm 2019 với chiến thắng tại IAME International Final, IAME Euro Series và IAME Winter Cup.

### Giải đua xe Công thức 4 Ý và Giải đua xe Công thức 4 ADAC

#### 2020
Vào năm 2020, Bearman ra mắt tại Giải đua xe Công thức 4 ADAC với US Racing, đồng thời tham gia tại ba chặng đua tại Giải đua xe Công thức 4 Ý. Anh ghi điểm tại hai chặng đua đầu tiên trước khi giành chiến thắng đầu tiên tại trường đua Hockenheimring. Bearman tiếp tục lên bục trao giải hai lần ở Nürburgring và Oschersleben. Anh đứng thứ bảy chung cuộc trên bảng xếp hạng các tay đua trước đồng đội tân binh Vladislav Lomko, nhưng xếp sau tân binh hàng đầu và đồng đội Tim Tramnitz sau mùa giải Công thức 4 ADAC 2020. Tại Giải đua xe Công thức 4 Ý, anh đã lên bục trao giải tổng cộng hai lần, một trong số đó là chiến thắng trong cuộc đua ở Vallelunga. Anh đứng thứ 10 trên bảng xếp hạng các tay đua chung cuộc của mùa giải Công thức 4 Ý 2020.

#### 2021
Bearman chuyển đến Van Amersfoort Racing trong mùa giải 2021 để thi đấu ở cả Giải đua xe Công thức 4 Đức lẫn Ý. Tại Giải đua xe Công thức 4 Ý, anh bắt đầu mùa giải với vị trí thứ ba tại Paul Ricard. Tiếp theo, anh lên bục trao giải tại một cuộc đua cũng được tổ chức ở Paul Ricard. Bearman đã giành chiến thắng liên tiếp tại lần lượt chín và bảy cuộc đua, bao gồm hai chiến thắng ở Misano, một hattrick chiến thắng tại Vallelunga và hai chiến thắng ở Imola. Trong số các cuộc đua đó, anh đã đánh mất chiến thắng tại cuộc đua thứ ba ở Imola do bị loại khỏi kết quả chung cuộc vì động cơ không tuân thủ quy định. Không nản lòng, Bearman đã giành được chiến thắng thứ tám trong mùa giải ở cuộc đua tiếp theo tại Red Bull Ring và tiếp tục lên bục trao giải tại cuộc đua thứ hai cũng ở Red Bull Ring. Tại chặng đua áp chót của mùa giải, Bearman giành chức vô địch khi về đích ở vị trí thứ 10 ở cuộc đua thứ ba khiến chức vô địch nằm ngoài tầm kiểm soát của đối thủ gần nhất là Tim Tramnitz.
Tại Giải đua xe Công thức 4 Đức, Bearman đã giành được sáu chiến thắng và sau trận tranh giành chức vô địch kéo dài một mùa giải với Tramnitz, anh đã giành được chức vô địch tại đêm chung kết mùa giải tại Nürburgring, qua đó trở thành tay đua đầu tiên đạt được hai chức vô địch Công thức 4 liên tiếp trong một năm.
Vào tháng 9 năm 2021, Bearman đã được đề cử cho Giải thưởng Autosport BRDC thông qua hai chức vô địch Công thức 4 của mình. Ngoài ra, vào tháng 12 năm 2021, Bearman đã được trao Giải thưởng Henry Surtees cho màn trình diễn xuất sắc của mình.

### Giải đua xe Công thức 3 BRDC
Cùng với việc thi đấu tại Công thức 4, Bearman còn đua tại Giải đua xe Công thức 3 Anh BRDC với Fortec Motorsports cùng với các tay đua Roberto Faria và Mikkel Grundtvig. Anh bắt đầu thời gian của mình một cách mạnh mẽ khi về đích hai lần ở vị trí thứ hai trong hai cuộc đua đầu tiên tại Brands Hatch. Bỏ lỡ ba vòng tiếp theo để tập trung vào chiến dịch Công thức 4 (F4) của mình, Bearman đã quay trở lại Công thức 3 BRDC tại Trường đua Snetterton, nơi anh giành chiến thắng trong cuộc đua mở màn. Anh tiếp tục điều đó khi giành vị trí pole cho cuộc đua đầu tiên tại Silverstone. Tuy nhiên, cơ hội chiến thắng của anh đã đi xuống sau khi bị mất bánh trước bên trái ở vòng đua thứ hai khiến anh chỉ có thể về đích ở vị trí thứ hai trong cuộc đua thứ hai, vị trí về đích cao nhất trong chặng đua cuối tuần của anh.

### Công thức 3

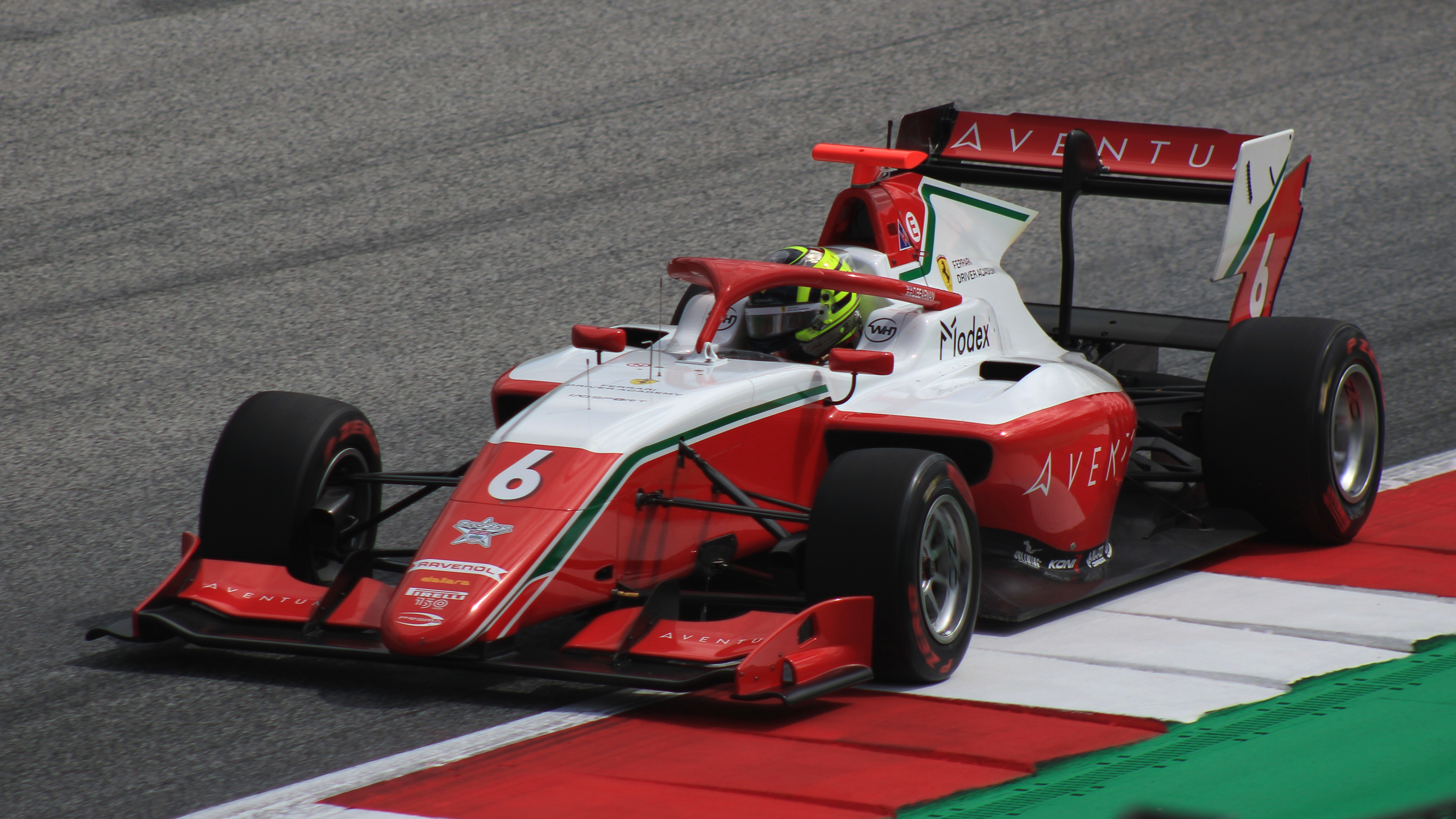
Oliver Bearman thi đấu tại Công thức 3 cho đội đua Prema Racing năm 2022 trong chặng đua ở Áo

Vào ngày 31 tháng 10 năm 2021, Bearman được thông báo là một trong những tay đua của Prema Racing trong buổi thử nghiệm sau mùa giải Công thức 3 cùng với Jak Crawford, Arthur Leclerc và Paul Aron. Oliver Bearman được xác nhận là tay đua Prema cho mùa giải 2022 vào ngày 28 tháng 12 năm 2021 cùng với Crawford và Leclerc.
Trong vòng phân hạng tại chặng đua đầu tiên ở Bahrain, Bearman đạt được vị trí xuất phát thứ hai cho chặng đua nước rút đầu tiên vào thứ Bảy khi vượt qua ở vị trí thứ 11, vị trí tốt nhất của một tay đua Prema. Ở vòng đua thứ 5 của chặng đua nước rút, Bearman, người xuất phát từ vị trí thứ hai, đã vượt lên dẫn đầu và giữ vững vị trí này cho đến khi vượt qua vạch đích. Tuy nhiên, ngay sau đó, Bearman nhận một án phạt 5 giây vì một số vi phạm giới hạn đường đua và do đó đánh mất chiến thắng đầu tiên. Bearman bắt đầu cuộc đua chính vào Chủ nhật ở vị trí thứ mười. Sau giai đoạn đầu đầy sóng gió, Bearman chỉ đứng thứ 16, cách xa các vị trí tính điểm. Sau đó, anh quay trở lại mạnh mẽ và cán đích ở vị trí thứ sáu. Bearman đã kết thúc chặng đua Công thức 3 cuối tuần đầu tiên của mình với 17 điểm với tư cách là tay đua Prema xuất sắc thứ hai và tân binh xuất sắc nhất ở vị trí thứ 3 chung cuộc.

### Công thức 2

#### 2024

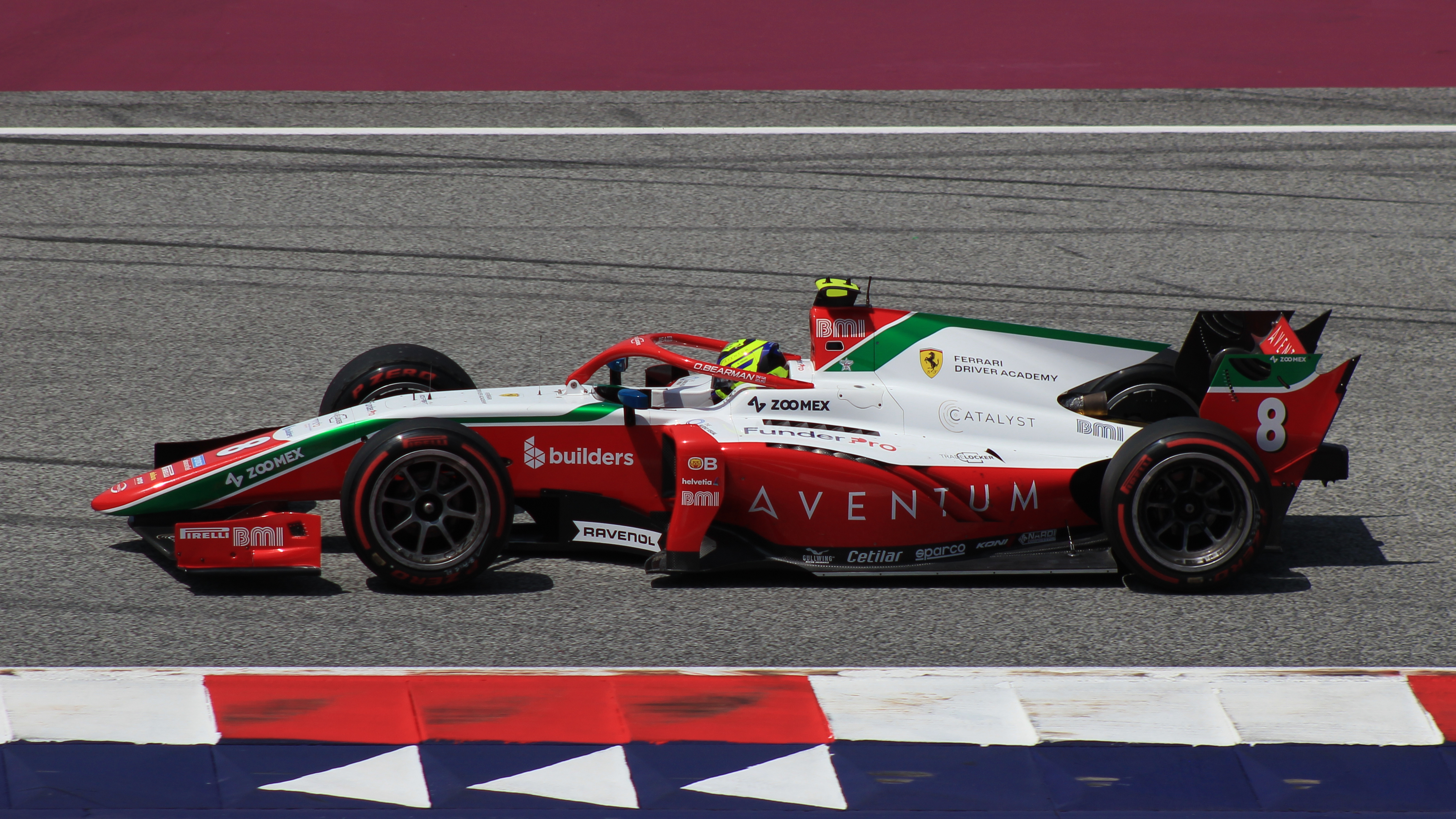
Oliver Bearman thi đấu tại Công thức 2 cho Prema Racing năm 2023 trong chặng đua ở Áo

Bearman sẽ ở lại Prema Racing trong mùa giải 2024 và đồng đội của anh là tay đua trẻ của Mercedes và nhà vô địch FRECA 2023 người Ý Andrea Kimi Antonelli.
Tại chặng đua đầu tiên ở Sakhir, Bearman chỉ có thể kết thúc ở vị trí thứ mười tám sau vòng phân hạng. Anh đã không thể ghi điểm trong cả chặng đua nước rút và cuộc đua chính. Bearman thiết lập thời gian vòng đua nhanh nhất trong vòng phân hạng ở Jeddah, nhưng đã rút lui để thay thế cho Carlos Sainz Jr. tại Giải đua ô tô Công thức 1 Ả Rập Xê Út 2024, khiến anh đứng cuối cùng trên bảng xếp hạng các tay đua tại Công thức 2. Bearman trở lại Công thức 2 tại chặng đua tiếp theo ở Melbourne, nơi anh vượt qua vòng phân hạng ở vị trí thứ 16. Anh về đích thứ mười bốn trong chặng đua nước rút và thứ chín trong cuộc đua chính để ghi điểm đầu tiên trong mùa giải.

### Công thức 1
Vào tháng 10 năm 2021, Bearman được vinh danh là một trong những người lọt vào vòng chung kết của sự kiện Scouting World Finale do Học viện Tay đua Ferrari tổ chức. Tháng sau, Bearman gia nhập Học viện này cùng với nhà vô địch đua xe kart Rafael Câmara.
Vào tháng 10 năm 2023, Bearman lần đầu tiên lái một chiếc xe đua Công thức 1 trong một buổi thử nghiệm riêng với Ferrari ở trường đua Fiorano. Anh đã tham gia buổi đua thử đầu tiên trong số hai buổi đua thử miễn phí tại Giải đua ô tô Công thức 1 Thành phố México 2023. Anh đã tham gia một buổi đua thử tại Giải đua ô tô Công thức 1 Abu Dhabi 2023. Sau đó, Bearman đã lái chiếc xe đua VF-23 trong buổi lái thử dành cho các tay đua trẻ.
Vào ngày 27 tháng 1 năm 2024, Bearman được bổ nhiệm làm tay đua dự bị của Ferrari cho mùa giải 2024 cùng với Robert Shwartzman và Antonio Giovinazzi. Sau đó, anh cũng được bổ nhiệm làm tay đua dự bị cho Haas cùng với Pietro Fittipaldi.

#### Ra mắt Công thức 1 cho Ferrari (2024)
Bearman ra mắt Công thức 1 để thay thế Carlos Sainz Jr. trong phần còn lại của Giải đua ô tô Công thức 1 Ả Rập Xê Út 2024 do Sainz Jr. bị viêm ruột thừa. Anh kết thúc chung cuộc ở vị trí thứ 11 tại vòng phân hạng và suýt chút nữa có cơ hội tham gia Q3. Sau đó, anh đã nhận được lời khen ngợi từ Lewis Hamilton cùng những người khác. Anh đứng thứ bảy tại cuộc đua chính và giành được những điểm đầu tiên trong sự nghiệp Công thức 1. Đồng thời, anh cũng là tay đua trẻ nhất ghi điểm ngay tại chặng đua đầu tiên.

### Haas (2025)
Trước thềm Giải đua ô tô Công thức 1 Anh 2024, Bearman tuyên bố sẽ đua cho đội đua Haas từ mùa giải 2025 trở đi theo hợp đồng nhiều năm.

## Đời tư
Bearman sinh ngày 8 tháng 5 năm 2005 ở Chelmsford, Essex, có cha tên là David và mẹ tên Terri Bearman. Anh có một em trai tên là Thomas và một em gái tên là Amelie. Em trai Thomas của anh hiện đang đua xe kart. Bearman từng theo học tại Trường chuyên King Edward VI ở thành phố quê hương Chelmsford. Bearman rời trường năm 16 tuổi để gia nhập Học viện Tay đua Ferrari ở Modena, Ý.

## Thống kê sự nghiệp đua xe go-kart
| Mùa giải | Giải đua                                      | Đội đua           | Vị trí trên BXH |
| -------- | --------------------------------------------- | ----------------- | --------------- |
| 2013     | Trent Valley Kart Club — Honda Cadet          | Evolution Racing  | 49              |
| 2014     | Super 1 National Championship — Honda Cadet   | Evolution Racing  | 13              |
| 2014     | Kartmasters British Grand Prix — Honda Cadet  | Evolution Racing  | 4               |
| 2015     | Super 1 National Championship — Honda Cadet   | Evolution Racing  | 4               |
| 2015     | Kartmasters British Grand Prix — Honda Cadet  | Evolution Racing  | 10              |
| 2015     | Formula Kart Stars — Cadet                    | Evolution Racing  | 11              |
| 2016     | Super 1 National Championship — Honda Cadet   | Virtus Motorsport | 2               |
| 2016     | ABkC British Open Championship — Honda Cadet  | Virtus Motorsport | 5               |
| 2016     | Kartmasters British Grand Prix — Honda Cadet  | Virtus Motorsport | 2               |
| 2017     | Super 1 National Championship — Honda Cadet   | Virtus Motorsport | 2               |
| 2017     | Kartmasters British Grand Prix — Honda Cadet  | Virtus Motorsport | 1               |
| 2018     | IAME Winter Cup — X30 Junior                  | Strawberry Racing | 5               |
| 2019     | Kartmasters British Grand Prix — X30 Junior   | KR Sport          | 4               |
| 2019     | Kartmasters British Grand Prix — Rotax Junior | KR Sport          | 2               |
| 2019     | IAME Winter Cup — X30 Junior                  | KR Sport          | 1               |
| 2019     | British Kart Championship — X30 Junior        | KR Sport          | 27              |
| 2019     | IAME Euro Series — X30 Junior                 | KR Sport          | 1               |
| 2019     | IAME International Final — X30 Junior         | KR Sport          | 1               |
| 2020     | IAME Winter Cup — X30 Senior                  | KR Sport          | 1               |
| 2020     | IAME Euro Series — X30 Senior                 | KR Sport          | 59              |

## Thống kê sự nghiệp

### Thống kê tổng thể
| Mùa giải | Giải đua                            | Đội đua                     | Số chặng đua đã tham gia | Số lần chiến thắng | Tổng số vị trí pole | Tổng số vòng đua nhanh nhất | Số lần lên bục trao giải | Tổng điểm     | Vị trí trên BXH |
| -------- | ----------------------------------- | --------------------------- | ------------------------ | ------------------ | ------------------- | --------------------------- | ------------------------ | ------------- | --------------- |
| 2020     | Giải đua xe Công thức 4 ADAC        | US Racing                   | 21                       | 1                  | 0                   | 1                           | 3                        | 144           | 7               |
| 2020     | Giải đua xe Công thức 4 Ý           | US Racing                   | 8                        | 1                  | 0                   | 1                           | 2                        | 85            | 10              |
| 2021     | Giải đua xe Công thức 4 ADAC        | Van Amersfoort Racing       | 18                       | 6                  | 5                   | 4                           | 11                       | 295           | 1               |
| 2021     | Giải đua xe Công thức 4 Ý           | Van Amersfoort Racing       | 21                       | 11                 | 8                   | 2                           | 15                       | 343           | 1               |
| 2021     | Giải đua xe Công thức 3 Anh         | Fortec Motorsports          | 9                        | 1                  | 2                   | 1                           | 4                        | 163           | 14              |
| 2022     | Formula Regional Asian Championship | Mumbai Falcons India Racing | 6                        | 0                  | 0                   | 0                           | 1                        | 29            | 15              |
|          | Công thức 3                         | Prema Racing                | 18                       | 1                  | 0                   | 1                           | 8                        | 132           | 3               |
| 2023     | Công thức 2                         | Prema Racing                | 26                       | 4                  | 3                   | 2                           | 6                        | 130           | 6               |
| 2024     | Công thức 2                         | Prema Racing                | 2                        | 0                  | 0                   | 0                           | 0                        | 0*            | 22*             |
| 2024     | Công thức 1                         | Scuderia Ferrari            | 1                        | 0                  | 0                   | 0                           | 0                        | 6*            | 14*             |
| 2024     | Công thức 1                         | Haas F1 Team                | Tay đua dự bị            | Tay đua dự bị      | Tay đua dự bị       | Tay đua dự bị               | Tay đua dự bị            | Tay đua dự bị | Tay đua dự bị   |

Chú thích
- * Mùa giải đang diễn ra.

### Thống kê kết quả chi tiết

#### Giải đua xe Công thức 4 ADAC
| Mùa giải | Đội đua               | 1      | 2      | 3      | 4      | 5      | 6      | 7      | 8      | 9      | 10     | 11     | 12     | 13     | 14     | 15     | 16     | 17     | 18     | 19    | 20    | 21    | Tổng điểm | Vị trí trên BXH |
| -------- | --------------------- | ------ | ------ | ------ | ------ | ------ | ------ | ------ | ------ | ------ | ------ | ------ | ------ | ------ | ------ | ------ | ------ | ------ | ------ | ----- | ----- | ----- | --------- | --------------- |
| 2020     | US Racing             | LAU1 1 | LAU1 2 | LAU1 3 | NÜR1 1 | NÜR1 2 | NÜR1 3 | HOC 1  | HOC 2  | HOC 3  | NÜR2 1 | NÜR2 2 | NÜR2 3 | RBR 1  | RBR 2  | RBR 3  | LAU2 1 | LAU2 2 | LAU2 3 | OSC 1 | OSC 2 | OSC 3 | 144       | 7               |
| 2020     | US Racing             | 10     | 7      | 6      | 13     | 7      | 10     | Ret    | 1      | 8      | 6      | 3      | 4      | 6      | 10     | 8      | 5      | 6      | Ret    | 7     | 3     | 7     | 144       | 7               |
| 2021     | Van Amersfoort Racing | RBR 1  | RBR 2  | RBR 3  | ZAN 1  | ZAN 2  | ZAN 3  | HOC1 1 | HOC1 2 | HOC1 3 | SAC 1  | SAC 2  | SAC 3  | HOC2 1 | HOC2 2 | HOC2 3 | NÜR1 1 | NÜR1 2 | NÜR1 3 |       |       |       | 295       | 1               |
| 2021     | Van Amersfoort Racing | 1P     | 1F     | Ret    | 1P     | 1PF    | 4      | 1P     | 4      | 2      | 2      | 4      | 2      | 6      | 2      | 3      | 5      | 1      | 4      |       |       |       | 295       | 1               |

#### Giải đua xe Công thức 4 Ý
| Mùa giải | Đội đua               | 1     | 2     | 3     | 4      | 5      | 6      | 7     | 8     | 9     | 10    | 11    | 12    | 13    | 14    | 15    | 16     | 17     | 18     | 19    | 20    | 21    | Tổng điểm | Vị trí trên BXH |
| -------- | --------------------- | ----- | ----- | ----- | ------ | ------ | ------ | ----- | ----- | ----- | ----- | ----- | ----- | ----- | ----- | ----- | ------ | ------ | ------ | ----- | ----- | ----- | --------- | --------------- |
| 2020     | US Racing             | MIS 1 | MIS 2 | MIS 3 | IMO1 1 | IMO1 2 | IMO1 3 | RBR 1 | RBR 2 | RBR 3 | MUG 1 | MUG 2 | MUG 3 | MNZ 1 | MNZ 2 | MNZ 3 | IMO2 1 | IMO2 2 | IMO2 3 | VAL 1 | VAL 2 | VAL 3 | 85        | 10              |
| 2020     | US Racing             |       |       |       |        |        |        | 5     | 2     | 5     |       |       |       |       |       |       | 7      | 6      | 12     | 1F    | C     | 6     | 85        | 10              |
| 2021     | Van Amersfoort Racing | LEC 1 | LEC 2 | LEC 3 | MIS 1  | MIS 2  | MIS 3  | VAL 1 | VAL 2 | VAL 3 | IMO 1 | IMO 2 | IMO 3 | RBR 1 | RBR 2 | RBR 3 | MUG 1  | MUG 2  | MUG 3  | MNZ 1 | MNZ 2 | MNZ 3 | 343       | 1               |
| 2021     | Van Amersfoort Racing | 3     | 7P    | 2     | 2      | 1P     | 1P     | 1PF   | 1F    | 1P    | 1P    | 1P    | DSQ   | 1     | 3     | 20    | 4      | 7      | 10     | 1     | 1     | 1     | 343       | 1               |

#### Giải đua xe Công thức 3 Anh BRDC
| Mùa giải | Đội đua            | 1     | 2     | 3     | 4      | 5      | 6      | 7      | 8      | 9      | 10    | 11    | 12    | 13    | 14    | 15    | 16     | 17     | 18     | 19    | 20    | 21    | 22     | 23     | 24     | Tổng điểm | Vị trí trên BXH |
| -------- | ------------------ | ----- | ----- | ----- | ------ | ------ | ------ | ------ | ------ | ------ | ----- | ----- | ----- | ----- | ----- | ----- | ------ | ------ | ------ | ----- | ----- | ----- | ------ | ------ | ------ | --------- | --------------- |
| 2021     | Fortec Motorsports | BRH 1 | BRH 2 | BRH 3 | SIL1 1 | SIL1 2 | SIL1 3 | DON1 1 | DON1 2 | DON1 3 | SPA 1 | SPA 2 | SPA 3 | SNE 1 | SNE 2 | SNE 3 | SIL2 1 | SIL2 2 | SIL2 3 | OUL 1 | OUL 2 | OUL 3 | DON2 1 | DON2 2 | DON2 3 | 163       | 14              |
| 2021     | Fortec Motorsports | 2     | 2     | 9     |        |        |        |        |        |        |       |       |       | 1P    | Ret   | 14    | RetP   | 2F     | 410    |       |       |       |        |        |        | 163       | 14              |

#### Formula Regional Asian Championship
| Mùa giải | Đội đua                     | 1     | 2     | 3     | 4     | 5     | 6     | 7     | 8     | 9     | 10    | 11    | 12    | 13    | 14    | 15    | Tổng điểm | Vị trí trên BXH |
| -------- | --------------------------- | ----- | ----- | ----- | ----- | ----- | ----- | ----- | ----- | ----- | ----- | ----- | ----- | ----- | ----- | ----- | --------- | --------------- |
| 2022     | Mumbai Falcons India Racing | ABU 1 | ABU 2 | ABU 3 | DUB 1 | DUB 2 | DUB 3 | DUB 1 | DUB 2 | DUB 3 | DUB 1 | DUB 2 | DUB 3 | ABU 1 | ABU 2 | ABU 3 | 29        | 15              |
| 2022     | Mumbai Falcons India Racing |       |       |       |       |       |       |       |       |       | 7     | 3     | 24    | 6     | Ret   | 23    | 29        | 15              |

#### Công thức 3
| Mùa giải | Đội đua      | 1       | 2       | 3       | 4       | 5       | 6       | 7       | 8       | 9       | 10      | 11      | 12      | 13      | 14      | 15      | 16      | 17      | 18      | Tổng điểm | Vị trí trên BXH |
| -------- | ------------ | ------- | ------- | ------- | ------- | ------- | ------- | ------- | ------- | ------- | ------- | ------- | ------- | ------- | ------- | ------- | ------- | ------- | ------- | --------- | --------------- |
| 2022     | Prema Racing | BHR SPR | BHR FEA | IMO SPR | IMO FEA | CAT SPR | CAT FEA | SIL SPR | SIL FEA | RBR SPR | RBR FEA | HUN SPR | HUN FEA | SPA SPR | SPA FEA | ZAN SPR | ZAN FEA | MON SPR | MON FEA | 3         | 132             |
| 2022     | Prema Racing | 2       | 6       | 12      | 17      | 12      | 5       | 9       | 3       | 16      | 3       | 5       | 3       | 1       | 3       | 11      | 25      | 2       | 2       | 3         | 132             |

#### Công thức 1
| Mùa giải | Đội đua          | Xe đua        | 1   | 2   | 3   | 4   | 5   | 6   | 7   | 8   | 9   | 10  | 11  | 12  | 13  | 14  | 15  | 16  | 17  | 18  | 19  | 20  | 21  | 22  | 23  | 24  | Vị trí trên bảng xếp hạng | Tổng điểm |
| -------- | ---------------- | ------------- | --- | --- | --- | --- | --- | --- | --- | --- | --- | --- | --- | --- | --- | --- | --- | --- | --- | --- | --- | --- | --- | --- | --- | --- | ------------------------- | --------- |
| 2023     | Haas F1 Team     | Haas VF-23    | BHR | SAU | AUS | AZE | MIA | MON | ESP | CAN | AUT | GBR | HUN | BEL | NED | ITA | SIN | JPN | QAT | USA | MXC | SAP | LVG | ABU |     |     | –                         | –         |
| 2023     | Haas F1 Team     | Haas VF-23    |     |     |     |     |     |     |     |     |     |     |     |     |     |     |     |     |     |     | TD  |     |     | TD  |     |     | –                         | –         |
| 2024     | Scuderia Ferrari | Ferrari SF-24 | BHR | SAU | AUS | JPN | CHN | MIA | EMI | MON | CAN | ESP | AUT | GBR | HUN | BEL | NED | ITA | ITA | SIN | USA | MXC | SAP | LVG | QAT | ABU | 14*                       | 6*        |
| 2024     | Scuderia Ferrari | Ferrari SF-24 | 7   |     |     |     |     |     |     |     |     |     |     |     |     |     |     |     |     |     |     |     |     |     |     |     | 14*                       | 6*        |
| 2024     | Haas F1 Team     | Haas VF-24    |     |     |     |     |     |     |     |     |     |     |     |     |     |     |     |     |     |     |     |     |     |     |     |     | 14*                       | 6*        |

Chú thích
- * Mùa giải đang diễn ra.

Chú thích mở rộng cho các bảng trên
| Chú thích                | Chú thích                                |
| Màu                      | Ý nghĩa                                  |
| ------------------------ | ---------------------------------------- |
| Vàng                     | Chiến thắng                              |
| Bạc                      | Hạng 2                                   |
| Đồng                     | Hạng 3                                   |
| Xanh lá                  | Các vị trí ghi điểm khác                 |
| Xanh dương               | Được xếp hạng                            |
| Xanh dương               | Không xếp hạng, có hoàn thành (NC)       |
| Tím                      | Không xếp hạng, bỏ cuộc (Ret)            |
| Đỏ                       | Không phân hạng (DNQ)                    |
| Đen                      | Bị loại khỏi kết quả (DSQ)               |
| Trắng                    | Không xuất phát (DNS)                    |
| Trắng                    | Chặng đua bị hủy (C)                     |
|                          | Không đua thử (DNP)                      |
| Loại trừ (EX)            |                                          |
| Không đến (DNA)          |                                          |
| Rút lui (WD)             |                                          |
| Không tham gia (ô trống) |                                          |
| Ghi chú                  | Ý nghĩa                                  |
| P                        | Giành vị trí pole                        |
| Số mũ cao                | Vị trí giành điểm tại chặng đua nước rút |
| F                        | Vòng đua nhanh nhất                      |